# Estación de Rolle
La estación de Rolle es la principal estación ferroviaria de la comuna suiza de Rolle, en el cantón de Vaud.

## Historia y situación
La estación de Rolle fue inaugurada en el año 1858 con la puesta en servicio del tramo Morges - Coppet de la línea Ginebra - Lausana. 
Se encuentra ubicada en el norte del núcleo urbano de Rolle, cuenta con dos andenes laterales, por los que pasan dos vías pasantes. En el norte de la estación existe una derivación a una industria y un haz de dos vías pasantes.
En términos ferroviarios, la estación se sitúa en la línea Ginebra - Lausana. Sus dependencias ferroviarias colaterales son la estación de Gland hacia Ginebra y la estación de Allaman en dirección Lausana.

## Servicios ferroviarios
Los servicios ferroviarios de esta estación están prestados por SBB-CFF-FFS.

### Regional
- RE Ginebra-Cornavin - Coppet - Nyon - Morges - Lausana - Palézieux - Estación de Romont.
- RE Ginebra-Aeropuerto - Ginebra-Cornavin - Coppet - Nyon - Morges - Lausana - Vevey.